# Buntenbach (Leichlingen)
Buntenbach ist eine Hofschaft in der Stadt Leichlingen (Rheinland) im Rheinisch-Bergischen Kreis.

## Lage und Beschreibung
Buntenbach liegt nordöstlich des Leichlinger Ortskerns auf der Leichlinger Hochfläche am Mittellauf des Schmerbachs.
Nachbarorte sind Roderhof, Schmerbach, Wachholder, Scheidt, Neuland, Hülstrung, Bergerhof, Weide, Bennert, Diepenbroich, Oberschmitte, Ellenbogen, Waltenrath, Bechlenberg, Pohligshof und Dierath.

## Geschichte
Buntenbach wurde erstmals im Jahr 1324 als Bontenbach urkundlich erwähnt. Der Ortsname weist auf die Lage der Siedlung am Schmerbach hin. Die Karte Topographia Ducatus Montani aus dem Jahre 1715 zeigt den Hof unter dem Namen Bullenbag. Im 18. Jahrhundert gehörte der Ort zum Kirchspiel Leichlingen im bergischen Amt Miselohe. Die Topographische Aufnahme der Rheinlande von 1824 und die Preußische Uraufnahme von 1844 verzeichnen den Ort beide als Buntenbach.
1815/16 lebten 25 Einwohner im Ort. 1832 gehörte Buntenbach der Bürgermeisterei Leichlingen an. Der laut der Statistik und Topographie des Regierungsbezirks Düsseldorf als Hofstadt kategorisierte Ort besaß zu dieser Zeit sechs Wohnhäuser und zehn landwirtschaftliche Gebäude. Zu dieser Zeit lebten 31 Einwohner im Ort, davon vier katholischen und 27 evangelischen Glaubens.
Im Gemeindelexikon für die Provinz Rheinland werden 1885 zehn Wohnhäuser mit 50 Einwohnern angegeben. 1895 besitzt der Ort zehn Wohnhäuser mit 44 Einwohnern, 1905 sieben Wohnhäuser und 43 Einwohner.